# Pesée des âmes
Pour les articles homonymes, voir Jugement de l'âme, Rétribution des âmes et Jugement dernier.

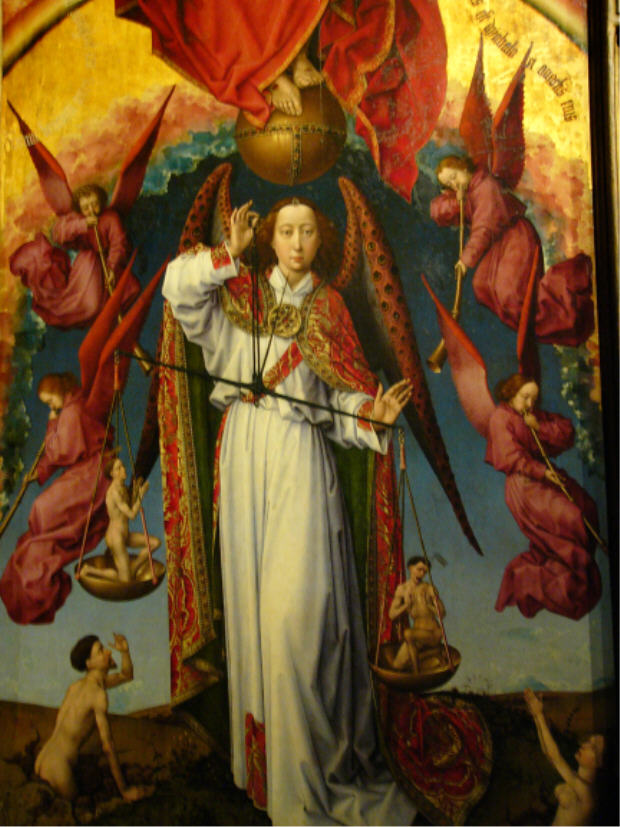
La pesée des âmes dans le retable polyptyque du Jugement Dernier de Rogier van der Weyden aux Hospices de Beaune, 1443-1452.

La pesée des âmes, ou psychostasie dans le christianisme, peut apparaître dans deux contextes : lors du jugement particulier intervenant directement après la mort de l'individu ou alors au moment du Jugement dernier. Bien qu'il y ait de nombreuses variantes, au Moyen Âge l'image type de la pesée des âmes représente l'archange Michel, chef de la milice des anges, procédant au jugement des défunts par le biais d'une balance avec laquelle il pèse leurs bonnes et mauvaises actions ; c'est le plateau le plus lourd qui l'emporte. Il y a donc un problème de terminologie car ce n'est pas en réalité l'âme qui est pesée mais bien ses actions. C'est du moins ce qui ressort clairement à la lecture des textes. Il est donc préférable de se contenter d'appeler ce motif « la pesée ». Est aussi présent dans cette scène le diable qui tente de faire pencher le plateau du mal afin d'emporter l'âme en Enfer.

## Présentation

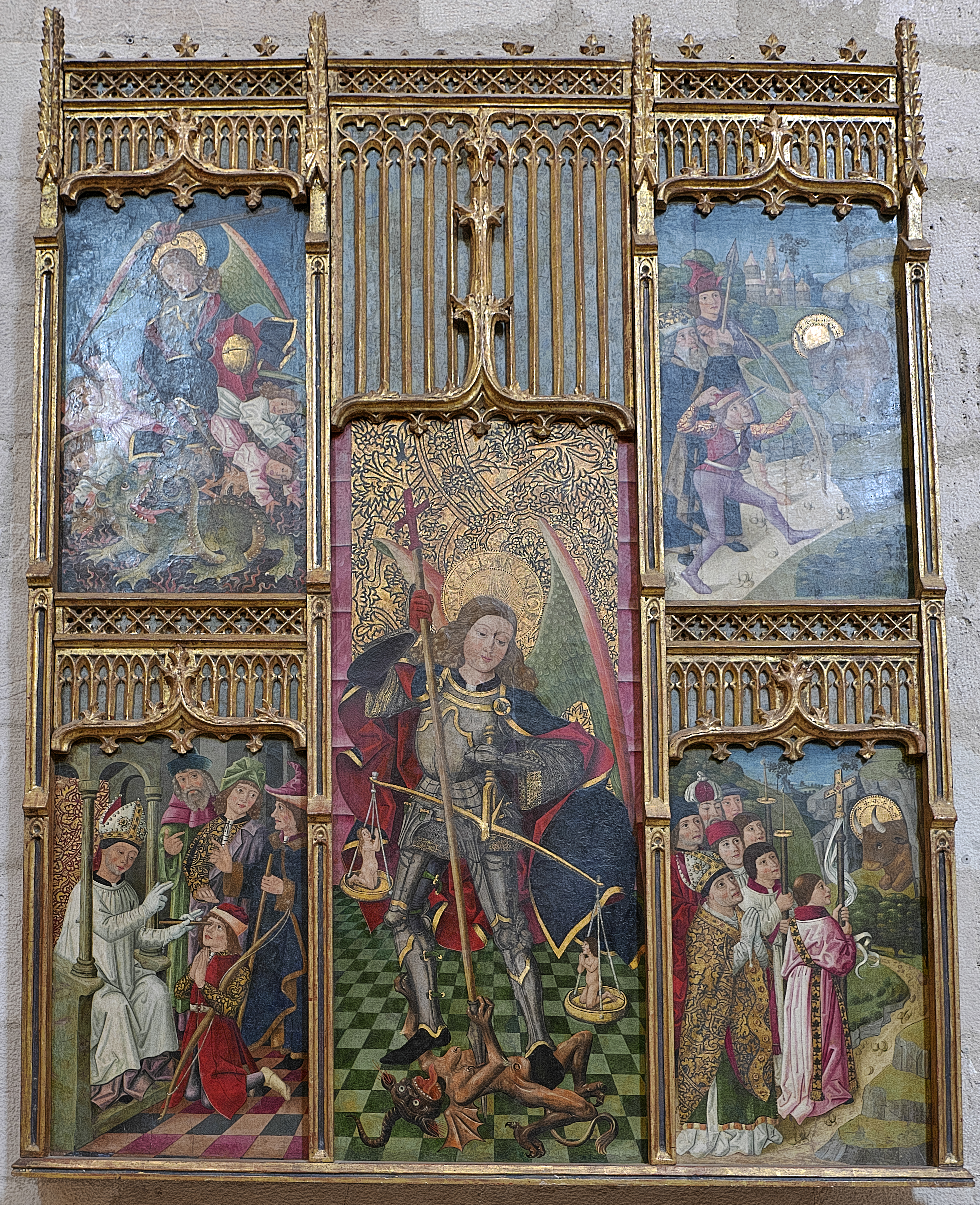

La psychostasie désigne le jugement divin d'un défunt dans les religions.
La psychostasie consiste à peser l'âme du mort, plus particulièrement son cœur.

## Exemples
- Le jugement de l'âme d'Osiris.
- La pesée de l'âme du mort par Maât, déesse de la justice et de la vérité dans la religion égyptienne.
- La pesée des âmes des défunts par l'archange Saint Michel dans le christianisme[2].

Théophile Gautier écrira dans Le Roman de la momie : "[...] S’avançant sur le bord du gouffre, le Grec sonda de son regard perçant comme celui d’un oiseau nocturne, les murs de la petite chambre qui formait la partie supérieure du puits. Il ne vit rien que les personnages ordinaires de la psychostasie : le juge Osiris assis sur son trône, dans la pose consacrée, tenant le pedum d’une main et le fouet de l’autre, et les déesses de la Justice et de la Vérité amenant l’esprit du défunt devant le tribunal de l’Amenti ".

## Origines
On trouve dans l'Art de l'Égypte antique la première occurrence d'un jugement par la balance, bien qu'il s'agisse dans ce cas d'une pesée du cœur et que le défunt soit sauvé si son cœur fait le même poids que la plume de Maât. Si l’on admet l’idée d’une diffusion, il y a deux hypothèses pour expliquer comment le thème de la pesée nous est parvenu : le transfert se serait fait à travers la culture gréco-romaine, où l'on trouve des images similaires avec la pesée de la destinée, qui l'aurait alors transmise à l'Occident chrétien au début du Moyen Âge. Cependant, il faut noter qu'on ne trouve aucune occurrence de la pesée dans l'art paléochrétien. La seconde hypothèse est que le transfert se serait produit de l'Égypte à Byzance, via la Grèce. En effet, la première apparition du motif en Orient se fait à l'église de Kastoria au début du Xe siècle. Cependant, à la même période, on trouve une occurrence de la pesée en Irlande, sur la croix de Muiredach. On peut donc supposer que cette image serait venue de l'Égypte à l'art chrétien mais par des circuits encore inconnus. Il semble en effet difficile de tracer exactement les courants d'influences par lesquels le concept de la pesée a voyagé. Il faut cependant encore considérer la possibilité que ce motif soit né indépendamment de la version égyptienne, d'autant qu'avant la période romane ce motif reste très rare en Europe.

## Sources écrites
La pesée n'est pas un thème scripturaire, mais on peut trouver dans la Bible mention de la balance comme symbole du jugement de Dieu dans le livre de Job : « Que Dieu me pèse dans des balances justes » (Job 31,6).
Ou encore dans le livre de Daniel lors de l'épisode du banquet du roi Balthazar, où trois mots apparaissent dans l'air au-dessus des convives, écrits par une main mystérieuse. Le deuxième mot, Thecel, est interprété ainsi par Daniel: « Thecel : vous avez été pesé dans la balance et l'on vous a trouvé trop léger » (Daniel 5,27).
On trouve aussi des utilisations métaphoriques de la balance : dans l'Apocalypse elle représente le rationnement et la famine lorsqu'elle est brandie par le quatrième cavalier de l'Apocalypse (Apocalypse 6,5). Dans le livre des Proverbes, il est dit lors de la louange des Justes : « la balance fausse est une abomination pour Yahvé, mais le poids juste a sa faveur » (Proverbes 11,1). Enfin, toujours dans les Proverbes on peut lire : « la balance et les plateaux justes sont à Yahvé, tous les poids du sac sont en œuvre » (Proverbes 16,11).
La pesée n'est pas non plus un thème très présent dans les écrits patristiques. On en trouve mention chez Lactance dans les Institutions Divines et la Lettre deuxième d'Ambroise de Milan à l'empereur Constantin Ier au IVe siècle qui décrit le mécanisme de la pesée. Vincent de Beauvais dans l'épilogue sur la fin des temps de son Speculum historiale cite un passage de saint Jean Chrysostome qui décrit la pesée : « en ce jour, nos actions, nos paroles et nos pensées seront mises dans les deux plateaux, et, en penchant d'un côté, la balance entraînera l'irrévocable sentence ». Toujours à la même période, Pseudo-Denys l'Aréopagite rappelle à l'ordre les fidèles en leur relatant cet épisode du Jugement Dernier dans son Traité de la Hiérarchie Ecclésiastique. Enfin, le poète chrétien Prudence rend hommage à des martyrs chrétiens dans son recueil Peristephanon en reprenant l'image de la pesée.

## La pesée dans l'art roman

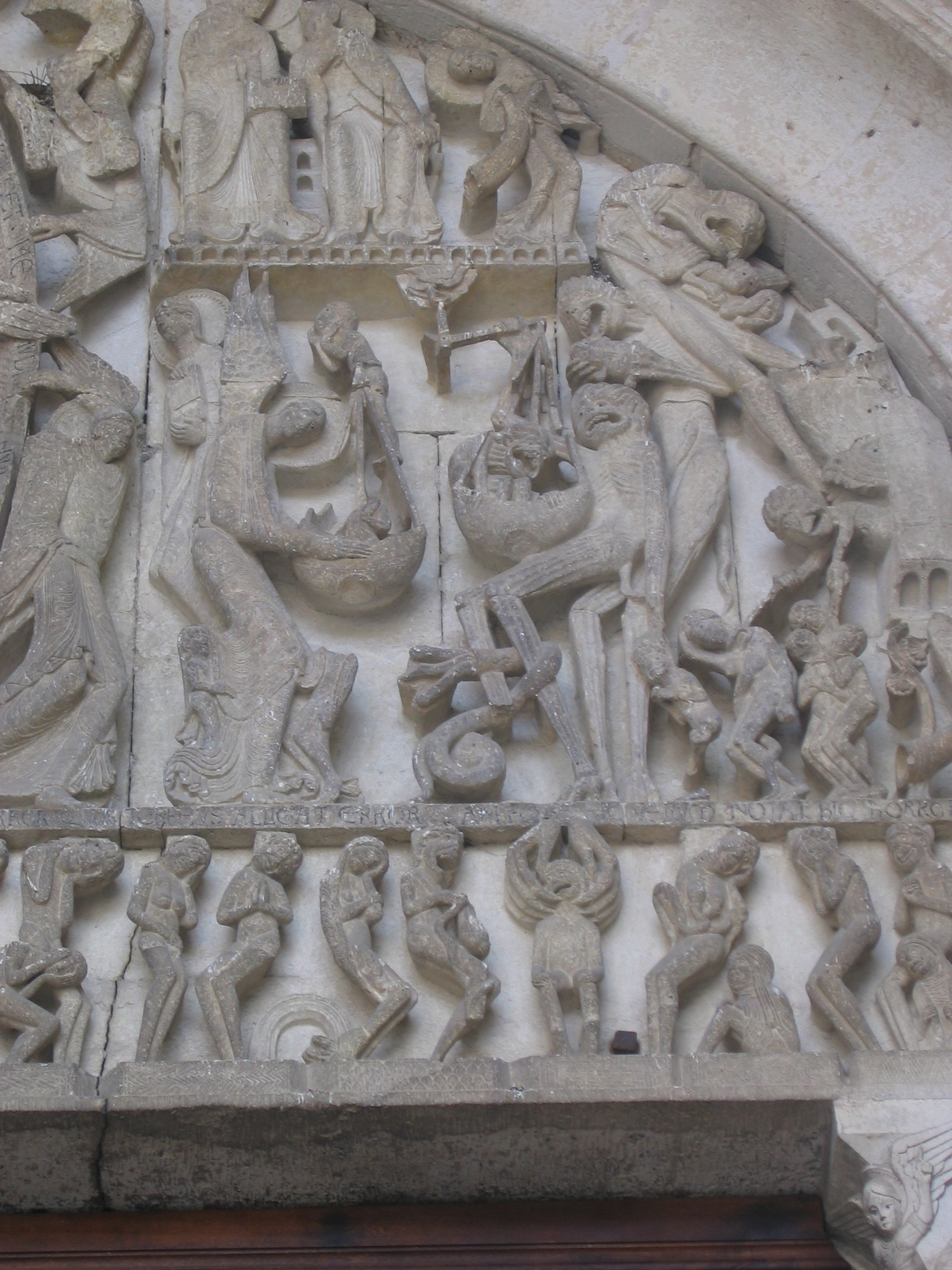
Détail du tympan de la cathédrale Saint-Lazare d'Autun réalisé par Gislebert, 1120-1146.

On retrouve très majoritairement des illustrations de la pesée à la période romane sur les chapiteaux mais les représentations à plus grande échelle sont rares ; seuls les tympans des cathédrales Sainte-Foy de Conques, Saint-Lazare d'Autun et de Vezelay illustrent une pesée. Ces derniers exemples sont les plus connus pour cette période car plus monumentaux mais il faut bien considérer que ce sont là en quelque sorte des exceptions. En effet, le Jugement Dernier bien que présent dans les portails romans n'est pas le thème le plus répandu. Il faut attendre la période gothique pour voir ce thème prendre une place prépondérante sur les façades des églises ou des cathédrales.
La période romane est le moment du développement iconographique, où l'on voit déjà apparaître les différentes modalités qui seront soit abandonnées soit poursuivies et amplifiées les siècles suivants. La tendance générale est cependant de représenter les plateaux de la balance vides, ce qui démontre une certaine cohérence par rapport aux écrits patristiques du début du Moyen Âge, où jamais il n'est question de mettre un personnage en balance. Enfin, les pesées romanes sont aussi plus proches des écrits légendaires qui insistent fortement sur la lutte entre l'archange et le diable. On retrouve cette confrontation dans la disposition même des personnages : la balance est généralement l'axe de symétrie au centre de la composition, l'archange et le diable se confrontent de part et d'autre de cette balance.

## La pesée dans l'art gothique

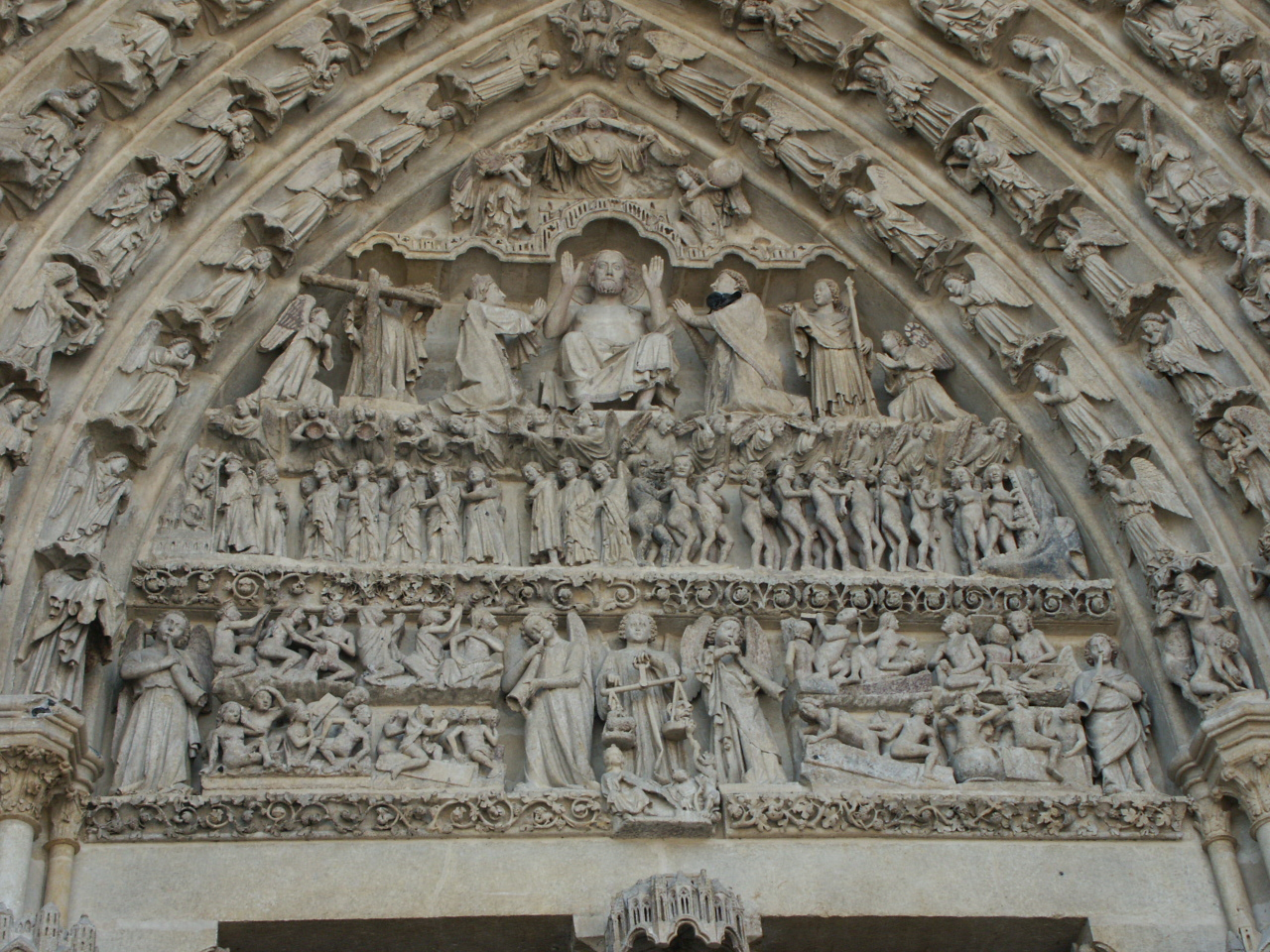
Détail du tympan de la cathédrale Notre-Dame d'Amiens, 1220-1269.

À la période gothique c'est une autre variante de la série iconographique qui prédomine et qui met l'archange Michel au centre de la composition. Le diable est à une échelle inférieure et l'archange tient la balance devant lui. La préférence pour cette formule, pourtant déjà présente à l'ère romane a été expliquée par la place prépondérante que prend l'archange Michel dans le processus judiciaire. En effet, son rôle de héraut et bras droit du Christ le met en avant comme le souligne l'historien Jérôme Baschet : « à l'ère gothique on assiste à une délégation du jugement même à saint Michel […] le Christ semble se contenter d'incarner l'instance suprême présidant au jugement, sa présence et l'ostension de ses signes suffisent ». En effet, dans les Jugements derniers des tympans gothiques la notion essentielle est la rédemption de l'humanité à travers le Christ. Les ressuscités sont jugés à l'aune du sacrifice christique et de plus en plus apparaissent dans les plateaux des balances des métaphores sacrificielles avec par exemple un calice à Bourges ou bien l'Agnus Dei à Amiens. L'historien Bruno Boerner note que « la représentation de l'agneau de charité dans le plateau des bonnes actions reflète […] l'axiome « par caritas par meritum », vivace dans la théologie de l'époque. Il signifie que le spectateur doit pouvoir comprendre que lorsque l'homme accède à la vie éternelle, il n'est pas fondamentalement responsable de ce qu'il fait, mais que c'est un acte de grâce du christ ».
La grande originalité de cette représentation est le geste de saint Michel dont les doigts viennent se poser sur le fléau de la balance, intervenant ainsi directement sur le jugement divin. C'est un geste totalement inédit dans la série de la pesée. Cependant, bien que le fait d'intervenir lors de la pesée est plutôt connoté diaboliquement, on comprend ici, d'après le thème du tympan, que saint Michel se fait en réalité le vecteur de la grâce divine.
La pesée telle qu'elle est apparue au début du Moyen Âge vit à la période gothique l'apogée de son développement. Ensuite, l'affirmation de la doctrine du purgatoire, la mise en valeur de la grâce divine et l'apparition de nouveaux codes iconographiques remettent en question et bouleversent la représentation de la pesée, telle qu'elle est apparue à la période romane.

## La pesée à la fin du Moyen Âge: vers une nouvelle iconographie

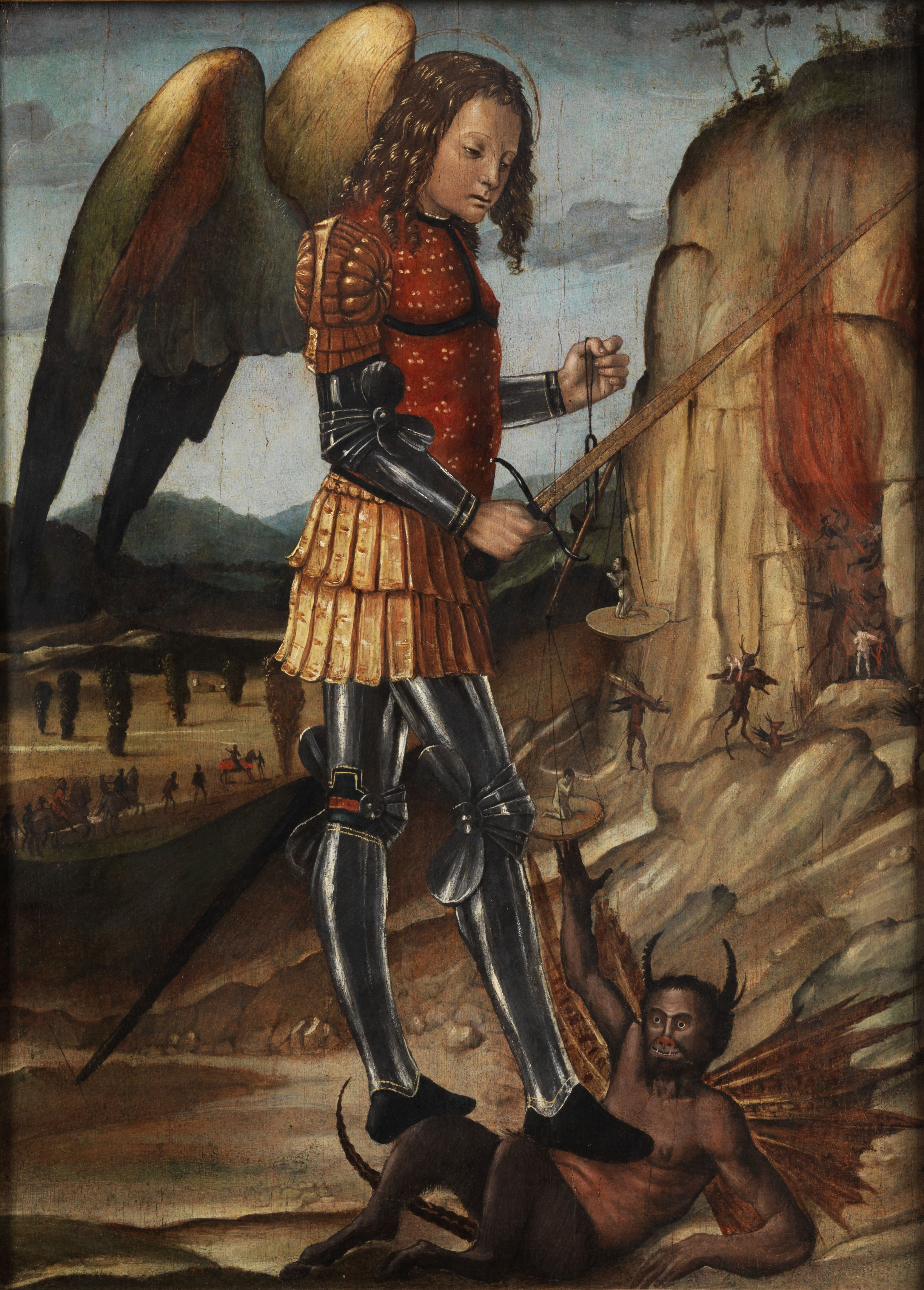
L'archange Michel par Riccardo Quartararo vers 1506.

On assiste à la fin du XIVe siècle à la fusion des deux iconographies de Saint Michel : le grand ponderator (« peseur ») et le milites dei (« soldat de Dieu ») réunis en une seule et même image. Ce phénomène n'est pas entièrement nouveau, certaines images avaient déjà opéré cette rencontre mais elle devient à partir du XVe siècle ce que l'on pourrait définir comme la norme. La balance est alors réduite à un attribut de Saint Michel, sa taille diminue au fur et à mesure et ses plateaux sont souvent vides : elle perd sa dimension hautement fonctionnelle pour ne rester qu'une évocation du jugement. On quitte donc le contexte de la rétribution des bonnes et des mauvaises actions et du destin post-mortem de l'individu pour entrer dans le domaine du symbole. La pesée se transforme alors au début de la période moderne en allégorie de la victoire de la vertu sur le vice. On peut en outre supposer que cette iconographie a fini par se fondre dans la personnification féminine de la Justice, héritée de la mythologie romaine et remise au goût du jour à partir de la Renaissance.
De plus, apparaissent à cette époque des critiques sur cette image considérée comme litigieuse car elle induit, tout comme les textes du début du Moyen Âge, qu'il suffit que les bonnes actions soient plus lourdes que les mauvaises pour entrer au Paradis, quelle que soit la quantité des mauvaises actions. Jean Molanus, dans son Traité des Saintes Images qui s'applique lors de la Contre-Réforme à trier les images médiévales afin de rendre l'art catholique irréprochable, fustige cette image qui pour lui induit le fidèle en erreur. Il affirme en effet que « rien de souillé ne peut rentrer au royaume de Dieu ». la pesée n'est donc plus en adéquation avec le discours théologique post médiéval, profondément transformé par les bouleversements majeurs de la Réforme protestante. Même si elle continue d'être utilisée, l'image de la pesée en tant que représentation de la procédure du jugement divin devient de plus en plus marginale.

## Pesée des âmes ou des actions?
Une des questions associées à ce sujet est de savoir pourquoi l'expression « pesée de l'âme » est utilisée alors que selon les textes ce sont bien les actions qui sont mises en balance. Si l'on analyse une pesée dans un contexte de Jugement Dernier, théologiquement parlant il ne peut s'agir d'âmes car celles-ci sont réunifiées avec les corps lors de la sortie du tombeau. Il en va différemment pour un jugement intervenant immédiatement après la mort de l'individu car c'est le moment où l'âme quitte le corps : elle est donc disposée au jugement. Néanmoins, à la lecture des images, on ne détermine pas toujours clairement de quelle configuration il s'agit. Le spécialiste de l'iconographie médiévale Marcello Angheben, affirme à ce propos que « l'objet de la pesée […] est rarement spécifié, du moins en Occident. À Byzance, les deux plateaux de la balance supportent des phylactères enroulés sur lesquels ont été inscrits les actes – bons ou mauvais- de chacun, ce qui permet de parler de pesée des actions. En Occident, les plateaux sont souvent vides ou chargés de figures ou d'objets variant sensiblement d'une version à l'autre, si bien qu'il est souvent très difficile voire impossible de déterminer si ce sont les actions ou les âmes qui font l'objet de la pesée ». Une considération attentive du contexte dans lequel l'image s'inscrit peut néanmoins souvent expliciter aisément le contenu et l'objet de la pesée.